# Templin
Templin este o comună din landul Brandenburg, Germania.